# Abdoulaye Bernard Keita
Pour les articles homonymes, voir Keita.
Abdoulaye Bernard Keita est un homme politique guinéen.
Il représente la circonscription de la préfecture de Coyah à l'assemblée nationale de 2020 en 2021,.

## Parcours politique
Il est membre du Rassemblement du peuple de Guinée de l'ancien président Alpha Condé,. Au part avant questeur et chargé des finances.
En 2021, il met en garde les personnes impliquées dans la vente illégale de domaines appartenant à l’État dans la préfecture de Coyah, en qualité de député uninominal de la préfecture.